# Taillet
Taillet är en kommun i departementet Pyrénées-Orientales i regionen Occitanien i södra Frankrike. Kommunen ligger i kantonen Céret som tillhör arrondissementet Céret. År 2022 hade Taillet 106 invånare.

## Befolkningsutveckling
Antalet invånare i kommunen Taillet
| Referens: INSEE |